# Saint Charles (Missouri)
Saint Charles è una città degli Stati Uniti d'America, capoluogo dell'omonima contea nello Stato del Missouri.
È situata lungo il corso del fiume Missouri: si estende su un territorio di 52,8 km² e nel 2007 contava 63 644 abitanti.

## Storia

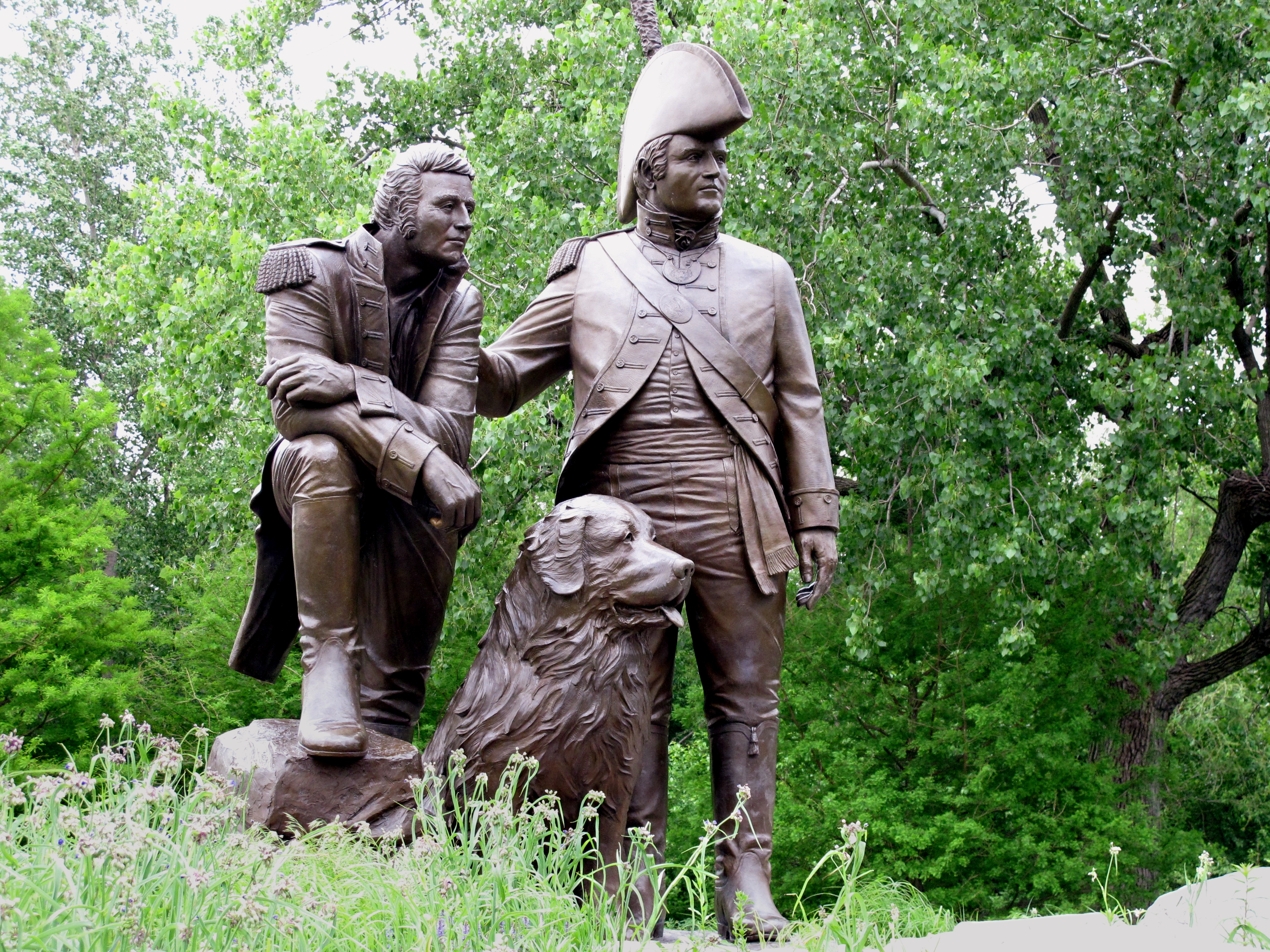
Le statue dedicate a Meriwether Lewis e William Clark

È la seconda città più antica degli Stati Uniti ad ovest del Mississippi.
Venne fondata dall'esploratore franco-canadese Louis Blanchette nel 1762 col nome di Les Petites Côtes: assunse l'attuale nome nel 1791, dopo l'erezione di una chiesa intitolata a san Carlo Borromeo; fu una delle principali città del territorio della Louisiana (all'epoca colonia francese).
Nel 1818 la religiosa Rose-Philippine Duchesne vi fondò il primo collegio della Società del Sacro Cuore di Gesù fuori dal territorio europeo.
Fu capitale dello Stato del Missouri dal 1821 al 1826, quando la sede del governo venne trasferita a Jefferson City.

## Amministrazione

### Gemellaggi
- Ludwigsburg, dal 1995